# Tolk (Übersetzer)
Ein Tolk (Plural Tolken) war ein Übersetzer im Herzogtum Preußen im 16. und 17. Jahrhundert.

## Geschichte
In den deutschsprachigen Kirchen im Deutschordensland Preußen wurden für die geistliche Unterweisung der prußischen und litauischen Bevölkerung im Mittelalter Dolmetscher eingesetzt.
Nach der Einführung der Reformation im Herzogtum Preußen (dem späteren Ostpreußen) wurde das Übersetzen durch Tolken in den neuen Kirchenordnungen    von 1524 und 1526 festgeschrieben.  Diese übersetzten in den evangelischen Gottesdiensten parallel die Predigt und die liturgischen Texte aus dem Deutschen in das Altpreußische oder Litauische von Nebenkanzeln. In Gemeinden ohne Pfarrer führten sie auch selbstständig die Gottesdienste und die Glaubensunterweisung durch.
Die Tätigkeit der Tolken war für die deutschsprachigen Kirchen ein Notbehelf, da sie nicht genug prußisch- und litauischsprachige Pfarrer für die einheimische Landbevölkerung fanden. Herzog Albrecht äußerte sich selbst unzufrieden über diese Praxis, da es häufiger zu Missstimmigkeiten zwischen den Pfarrern und den Übersetzern kam, die offenbar nicht immer das wiedergaben, was sie übersetzen sollten.
Erst nach 1700 verschwanden diese Parallelübersetzungen, wahrscheinlich, weil der größte Teil der Bevölkerung inzwischen die deutsche Sprache verstand.
In Litauen hießen diese Übersetzer Potabeln.

## Wortherkunft
Das Wort tolk stammte aus dem mittelhochdeutschen für Übersetzer. Daraus entwickelten sich im altdeutschen Sprachraum auch Familiennamen wie Tölke.
Auch im Niederländischen und Schwedischen bedeutet tolk Ubersetzer.